# Saltos ornamentais no Campeonato Mundial de Esportes Aquáticos de 2013 - Plataforma 10 m sincronizado masculino
A prova da plataforma 10 m sincronizado masculino dos saltos ornamentais no Campeonato Mundial de Esportes Aquáticos de 2013 foi realizada no dia 21 de julho na Piscina Municipal de Montjuïc em Barcelona. 

## Calendário
| Fase       | Data        |
| ---------- | ----------- |
| Preliminar | 21 de julho |
| Final      | 21 de julho |

## Medalhistas
| Ouro                                       | Prata                                     | Bronze                           |
| Alemanha · Sascha Klein · Patrick Hausding | Rússia · Victor Minibaev · Artem Chesakov | China · Cao Yuan · Zhang Yanquan |

## Resultados
Esses foram os resultados da competição.
| Pos.              | Saltadores                               | Nacionalidade   | Preliminar | Preliminar | Final  | Final |
| Pos.              | Saltadores                               | Nacionalidade   | Pontos     | Pos.       | Pontos | Pos   |
| ----------------- | ---------------------------------------- | --------------- | ---------- | ---------- | ------ | ----- |
| Medalha de ouro   | Sascha Klein Patrick Hausding            | Alemanha        | 433.50     | 2          | 461.46 | 1     |
| Medalha de prata  | Victor Minibaev Artem Chesakov           | Rússia          | 409.86     | 4          | 445.95 | 2     |
| Medalha de bronze | Cao Yuan Zhang Yanquan                   | China           | 460.74     | 1          | 445.56 | 3     |
| 4                 | Germán Sánchez Iván García               | México          | 427.44     | 3          | 442.86 | 4     |
| 5                 | Jeinkler Aguirre José Guerra             | Cuba            | 403.68     | 6          | 434.49 | 5     |
| 6                 | Oleksandr Gorshkovozov Dmytro Mezhenskyi | Ucrânia         | 406.59     | 5          | 425.52 | 6     |
| 7                 | Francesco Dell'Uomo Maicol Verzotto      | Itália          | 376.68     | 8          | 386.25 | 7     |
| 8                 | Kim Yeong-Nam Woo Ha-Ram                 | Coreia do Sul   | 390.18     | 7          | 386.22 | 8     |
| 9                 | So Myong-Hyok Kim Sun-Bom                | Coreia do Norte | 347.28     | 10         | 376.56 | 9     |
| 10                | Toby Stanley David Bonuchi               | Estados Unidos  | 360.75     | 9          | 372.84 | 10    |
| 11                | Vadim Kaptur Yauheni Karaliou            | Bielorrússia    | 343.02     | 11         | 356.79 | 11    |
| 12                | Víctor Ortega Juan Rios                  | Colômbia        | 338.85     | 12         | 354.30 | 12    |
| 13                | Espen Valheim Daniel Jensen              | Noruega         | 336.96     | 13         | 2      | 13    |
| 14                | Andryan Andryan Adityo Restu Putra       | Indonésia       | 307.44     | 14         | 1      | 14    |